# Trans-AMA 1976
La temporada de 1976 de la Trans-AMA, anomenada oficialment 1976 Trans-AMA motocross series, fou la 7a edició d'aquest campionat, organitzat per l'AMA. El calendari oficial constava de 10 proves puntuables, celebrades entre el 26 de setembre i el 28 de novembre.
El belga Roger De Coster guanyà còmodament el campionat, amb un total de 7 victòries absolutes, deixant-ne només tres que es repartiren el seu connacional Sylvain Geboers i els nord-americans Bob Hannah i Kent Howerton.

## Rondes
Font:
| Ronda | Data           | Lloc                   | Guanyador       | Guanyador   | Millor americà      | Millor americà |
| Ronda | Data           | Lloc                   | Pilot           | Motocicleta | Pilot               | Motocicleta    |
| ----- | -------------- | ---------------------- | --------------- | ----------- | ------------------- | -------------- |
| 1     | 26 de setembre | Lexington (Ohio)       | Kent Howerton   | Husqvarna   | Íd.                 | Íd.            |
| 2     | 3 d'octubre    | Axton (Virgínia)       | Roger De Coster | Suzuki      | Marty Smith (2n)    | Honda          |
| 3     | 10 d'octubre   | New Berlin (Nova York) | Roger De Coster | Suzuki      | Gary Semics (2n)    | Kawasaki       |
| 4     | 17 d'octubre   | Buchanan (Michigan)    | Roger De Coster | Suzuki      | Tony DiStefano (2n) | Suzuki         |
| 5     | 24 d'octubre   | St. Peters (Missouri)  | Roger De Coster | Suzuki      | Jimmy Weinert (4t)  | Kawasaki       |
| 6     | 31 d'octubre   | Dallas (Texas)         | Sylvain Geboers | Maico       | Tommy Croft (2n)    | Honda          |
| 7     | 7 de novembre  | Irvine (Califòrnia)    | Roger De Coster | Suzuki      | Brad Lackey (2n)    | Husqvarna      |
| 8     | 14 de novembre | Puyallup (Washington)  | Roger De Coster | Suzuki      | Bob Hannah (3r)     | Yamaha         |
| 9     | 21 de novembre | Sonoma (Califòrnia)    | Roger De Coster | Suzuki      | Bob Hannah (3r)     | Yamaha         |
| 10    | 28 de novembre | Phoenix (Arizona)      | Bob Hannah      | Yamaha      | Íd.                 | Íd.            |

1. ↑  Circuit de Saddleback Park

## Classificació final
| Posició | Pilot           | Motocicleta | Punts |
| ------- | --------------- | ----------- | ----- |
| 1       | Roger De Coster | Suzuki      | 410.5 |
| 2       | Brad Lackey     | Husqvarna   | ?     |
| 3       | Jim Weinert     | Kawasaki    | 274.9 |
| 4       | Gary Semics     | Kawasaki    | 262.2 |
| 5       | Gerrit Wolsink  | Suzuki      | 255.9 |
| 6       | Bob Hannah      | Yamaha      | 254.3 |
| 7       | Marty Smith     | Honda       | 229.3 |
| 8       | Akira Watanabe  | Suzuki      | 219.3 |
| 9       | Tommy Croft     | Honda       | 217.1 |
| 10      | Billy Grossi    | Suzuki      | 200.5 |